# Шайенский язык
Шайенский язык (самоназвание — Tsêhesenêstsestotse (значение этого слова точно не известно, но полагают, что оно означает «язык родственных людей» или «язык таких же, как мы») англ. Cheyenne language) — индейский язык шайеннов, распространённый в США в современных штатах Монтана и Оклахома. Как и прочие алгонкинские языки, имеет сложную агглютинативную морфологию. Встречаются также другие русские названия этого языка — «чейенский язык» и «шейенский язык».
В настоящее время язык находится под угрозой исчезновения, так как большинство шайеннов говорит лишь по-английски.
Письменность — на основе латинского алфавита.

## Классификация
Шайенский язык относится к алгонкинской группе (подгруппа равнинных алгонкинских языков) в составе алгской семьи. Точнее говоря, равнинные алгонкинские языки являются скорее территориальным, чем генетическим объединением. В него также входят языки арапахо и блэкфут.

## Лингвогеография и современное положение

### Ареал и численность

Распространение шайенского языка в США

Шайенский язык используется в резервации северных шайеннов в штате Монтана, а также в Оклахоме. Согласно данным марта 2013 года, в этой резервации было примерно записанных 10 050 членов племени шайеннов, среди которых примерно 4939 проживало в ней. Примерно четверть из них (1700 человек) говорили на шайенском языке дома — в основном, взрослые.

### Социолингвистические данные
Шайенский язык рассматривается как «определённо в опасности» в штате Монтана и «в большой опасности» в штате Оклахома. Согласно данным ЮНЕСКО, в Монтане проживают примерно 1700 человек, говорящих на языке, в то время как в Оклахоме осталось только 400 говорящих преклонного возраста. Современных данных в том, сколько говорящих проживает в других штатах США, не существует. Согласно данным на 2021 год, носителей языка было 789.
Фильм «Недруги», снятый в 2017 году, включает диалог на шайенском языке. Режиссёры, снявшие фильм, наняли людей, хорошо знающих язык и культуру шайеннов, чтобы обеспечить полную подлинность диалога.

## Историческое развитие
Как и прочие алгонкинские языки, шайенский язык развился из реконструируемого праязыка, именуемого «протоалгонкинским». Звуковые изменения на пути от протоалгонкинского к современному шайенскому были довольно сложными, как показывает пример развития протоалгонкинского слова *erenyiwa («мужчина») в шайенское hetane:
- сначала отпал протоалгонкинский суффикс -wa (*erenyi);
- геминатная последовательность гласных -yi- упростилась до /i/ (*ereni);
- протоалгонкингское */r/ изменилось на /t/ (*eteni; сегодня среди алгонкинских языков только атикамек сохраняет [r]);
- /h/ добавился перед начальным гласным (*heteni);
- произошло двойное смещение гласных (hetane).

## Письменность

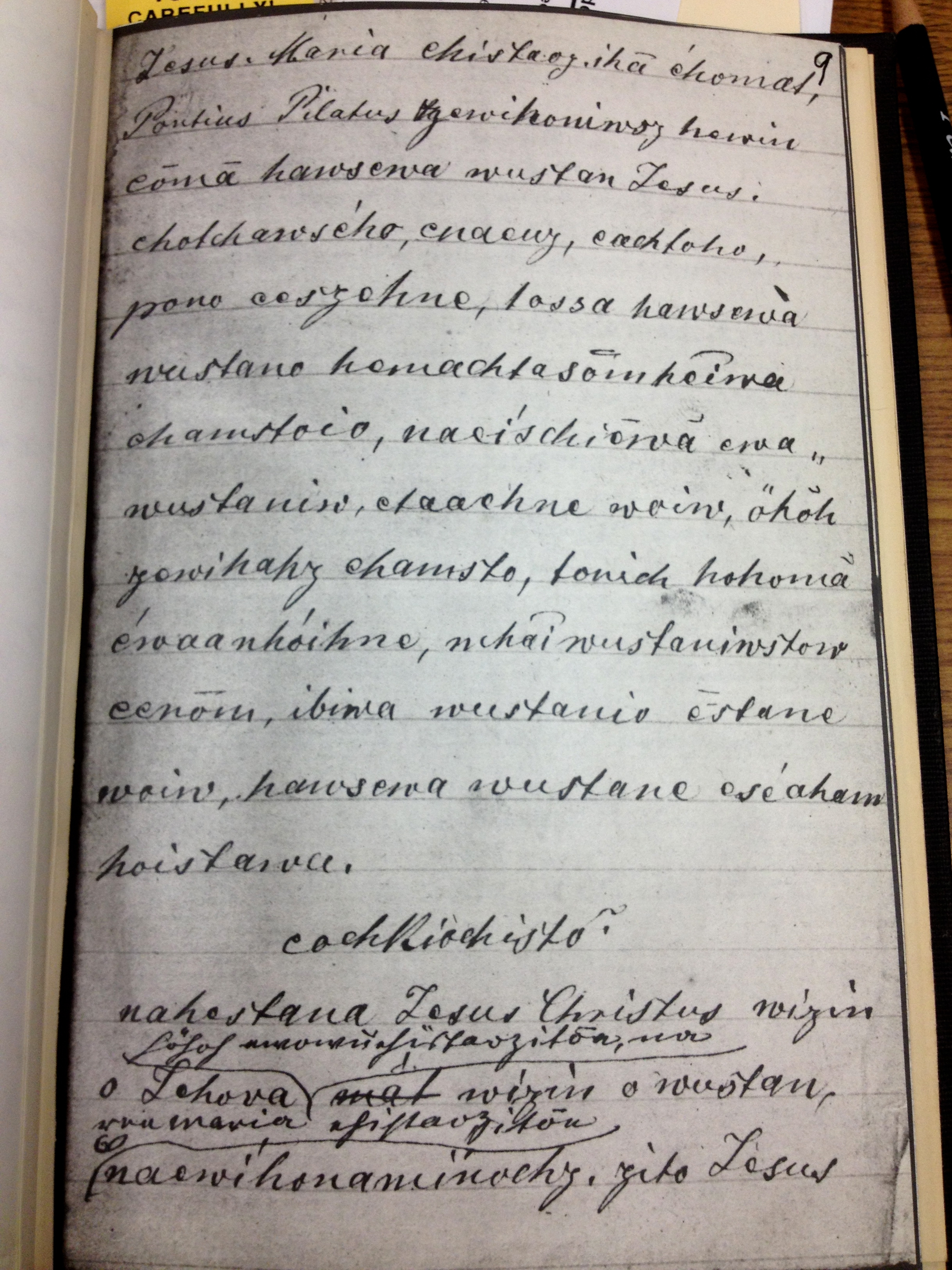
Рукописная книга на шайенсском языке

Алфавит для шайенского языка был составлен в конце XIX века миссионером Рудольфом Петером на основе латиницы. В 1970-е годы из алфавита была исключена буква ⟨z⟩ — её заменили на буквосочетание ⟨ts⟩. В настоящее время шайенский алфавит состоит из 14 букв и выглядит так:
| A a | E e | H h | K k | ’   |
| M m | N n | O o | P p | S s |
| Š š | T t | V v | X x |     |

В положении между звуками [e] и [t], фонема /h/ записывается как s. В такой же позиции, где вместо [t] стоит звук [k], фонема h превращается в [ʃ]. К примеру: nėstona [nehtóna] «твоя сестра», nȧhtona [nahtóna] «пришелец».
Шайенская орфография из 14 букв не является ни чисто фонемной системой, ни фонетической транскрипцией; это, скорее, выражаясь словами лингвиста Уэйна Лемана, «орфография произношения». Иными словами, это практичная система правописания, предназначенная для того, чтобы упростить правильное произношение.

## Лингвистические черты

### Фонетика и фонология
Шайенская фонология не является сильно сложной. Гласных звуков всего три, однако каждый из них может произноситься с одним из трёх тонов: высоким (например, ⟨á⟩), низким (например, ⟨a⟩) и безгласным (например, ⟨ė⟩). Существуют также две дополнительных разновидности тонов: средний (например, ⟨ā⟩) и восходяще-высокий (например, ⟨ô⟩). Тоны нередко не отображаются в правописании, хотя для их передачи существуют диакритические значки.
Пример звучания шайенского языка возможно услышать здесь.

#### Согласные
Согласные звуки шайенского языка:
|             | Губные | Зубные | Постальвеолярные | Велярные | Глоттальные |
| ----------- | ------ | ------ | ---------------- | -------- | ----------- |
| Взрывные    | [p]    | [t]    |                  | [k]      | [ʔ]         |
| Фрикативные | [v]    | [s]    | [ʃ]              | ([x])    | [h]         |
| Носовые     | [m]    | [n]    |                  |          |             |

#### Гласные
Гласные звуки шайенского языка:
|                | Передний ряд | Средний ряд | Задний ряд |
| -------------- | ------------ | ----------- | ---------- |
| Средний подъём | [e]          |             | [o]        |
| Нижний подъём  |              | [a]         |            |

### Грамматика
В шайенском языке участники выражения выступают не как отдельные местоимения, а как местоименные аффиксы глагола, то есть присоединяются к нему.
В местоименной системе шайеннского языка используются обычные для алгонкинских языков различия: три грамматических лица (1-е, 2-е и 3-е), а также «удалённое третье лицо»; два числа (единственное и множественное); одушевлённость (одушевлённые и неодушевлённые существительные); инклюзивное и эксклюзивное местоимения «мы» («мы с тобой/мы без тебя»).
«Удалённое третье лицо» — лицо, на котором сейчас не сосредотачивается внимание; если в разговоре упоминаются два или более третьих лица, то одно из них становится «удалённым»; если «удалённое лицо» — одушевлённый объект, то оно помечается суффиксом -o или -óho. Соответствующие показатели удалённого лица принимают и глаголы.

#### Местоименные аффиксы
В шайеннском языке показателя лица и числа глагола являются приставки:
1. ná- — 1-е лицо;
2. né- — 2-е лицо;
3. é- — 3-е лицо.

Указанные три приставки могут сочетаться с различными суффиксами для выражения всех возможных местоименных различий. Например, префикс ná- может сочетаться в глаголе с суффиксом -me для передачи 1-го лица ед. ч. эксклюзива («мы без тебя»), как в примере nátahpetame — «мы.ЭКСКЛ являемся большими».

### Лексика
Примеры шайенских слов (вместе с реконструируемыми протоалгонкинскими формами):
- ame (ПА: *pemyi «жир»);
- he’e (ПА: *weθkweni «его печень»);
- hē'e (ПА: **eθkwe·wa «женщина»);
- hetane (ПА: *erenyiwa «мужчина»);
- ma’heo’o («святой дух, Бог»);
- matana (ПА: *meθenyi «молоко»).

## Шайенская Википедия
Существует раздел Википедии на шайенском языке («Шайенская Википедия»), первая правка в нём была сделана в 2004 году. По состоянию на 17:57 (UTC) 3 августа 2025 года раздел содержит 723 статьи (общее число страниц — 2284); в нём зарегистрирован 13 121 участник, один из них имеет статус администратора; 5 участников совершили какие-либо действия за последние 30 дней; общее число правок за время существования раздела составляет 25 300.